# Voetbalkampioenschap van het Opper-Ertsgebergte 1926/27
In 1926/27 werd het vierde voetbalkampioenschap van het Opper-Ertsgebergte gespeeld, dat georganiseerd werd door de Midden-Duitse voetbalbond. VfB 1912 Geyer werd kampioen en plaatste zich zo voor de Midden-Duitse eindronde. De club verloor met 4:0 van SuBC Plauen.

## Gauliga
| Plaats | Club                 | Wed. | W | G | V | Saldo | Ptn.  |
| ------ | -------------------- | ---- | - | - | - | ----- | ----- |
| 1.     | VfB 1912 Geyer       | 14   |   |   |   | 73:26 | 24:4  |
| 2.     | DSC Weipert          | 14   |   |   |   | 65:24 | 21:7  |
| 3.     | BC 1913 Jahnsbach    | 14   |   |   |   | 37:33 | 17:11 |
| 4.     | BV 1908 Thum         | 14   |   |   |   | 33:34 | 16:12 |
| 5.     | VfB 1909 Annaberg    | 14   |   |   |   | 38:34 | 15:13 |
| 6.     | BC Ehrenfriedersdorf | 14   |   |   |   | 19:43 | 8:20  |
| 7.     | VfR Buchholz         | 14   |   |   |   | 21:49 | 6:22  |
| 8.     | SV 1911 Bärenstein   | 14   |   |   |   | 18:61 | 5:23  |

|  | Kampioen, geplaatst voor Midden-Duitse eindronde |